# ニコラ・クストゥー
ニコラ・クストゥー（Nicolas Coustou、1658年1月9日 - 1733年5月1日）は、フランスの彫刻家である。弟のギヨーム・クストゥー1世（Guillaume Coustou le aîné: 1677- 1746）や甥のギヨーム・クストゥー2世（Guillaume Coustou le Jeune: 1716- 1777）も、よく知られた彫刻家である。

## 略歴
リヨンで生まれた。父親のフランソワ・クストゥー（François Coustou）はあまり有名でない木彫家で、母方の叔父のアントワーヌ・コワズヴォ（1640–1720）は王立絵画彫刻アカデミーの教授となった彫刻家であった。
1676年にパリに出て、王立絵画彫刻アカデミーで叔父のアントワーヌ・コワズヴォに学んだ。5年間の修行の後、1682年にアカデミーのローマ賞を受賞して、1683年から1686年の間、在ローマ・フランス・アカデミーで学んだ。弟のギヨーム・クストゥー1世もニコラと同様なキャリアを経て、1697年にローマ賞を受賞した。ニコラ・クストゥーはローマで古代彫刻の複製を制作して修行した。
1687年にパリに戻ると1690年9月に画家、ルネ＝アントワーヌ・ウアスの娘のシュザンヌ＝アニエス・ウアス（1674-1719）と結婚した。1693年に王立絵画彫刻アカデミーの会員に選ばれ、1702年に教授となり、1720年に学部長となり、1733年の亡くなる少し前に校長に就任した。
ルイ14世からルイ15世の治世下で働き、ヴェルサイユ宮殿やパリのオテル・デ・ザンヴァリッド（廃兵院）、マルリー宮殿などの彫刻を制作した。
フランス革命によりクストゥーの作品の多くが失われたが、チュイルリー公園やノートルダム大聖堂、ルーブル美術館に残されている。

## 作品

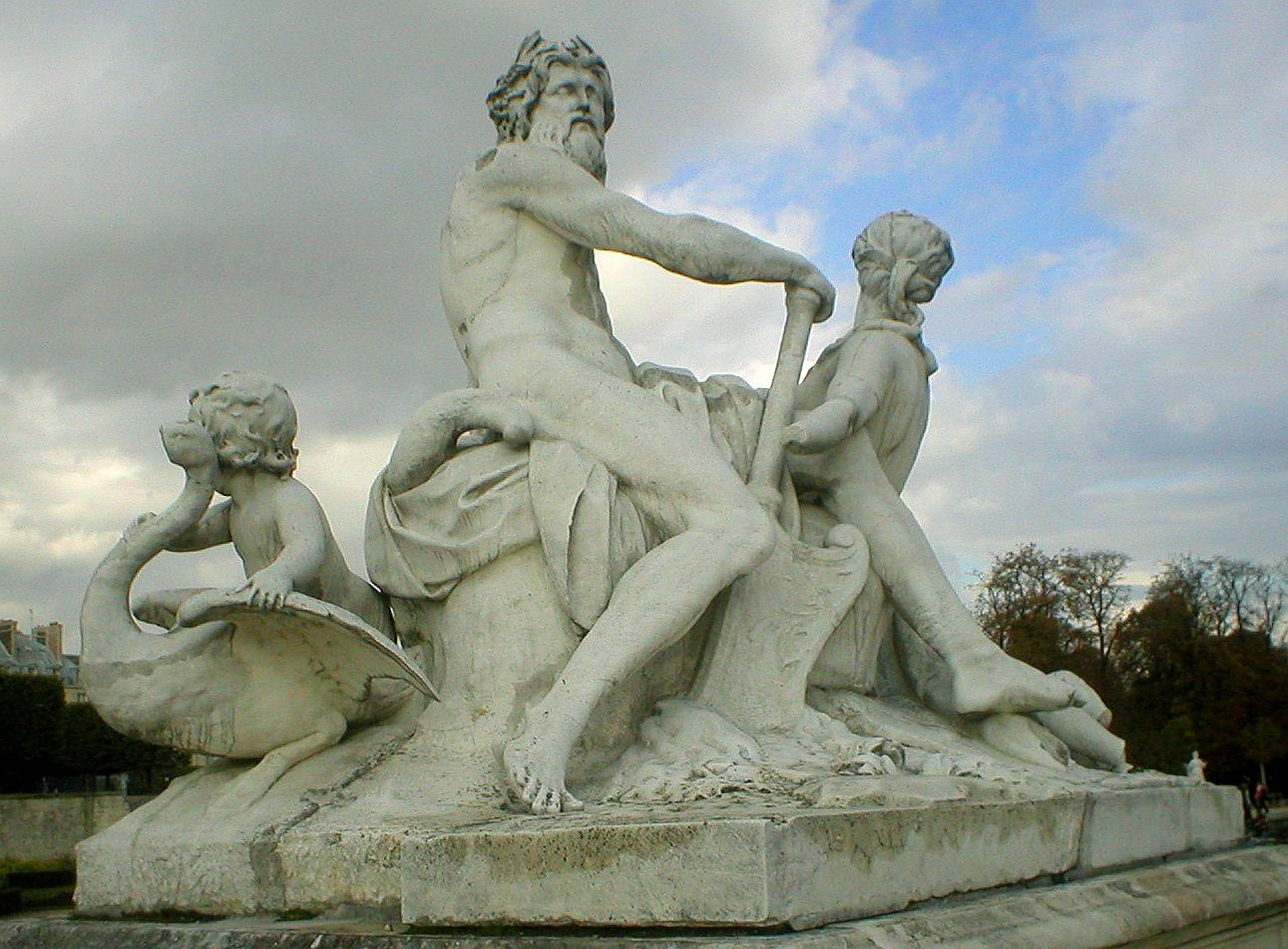
"La Seine et la Marne" (1712) チュイルリー公園
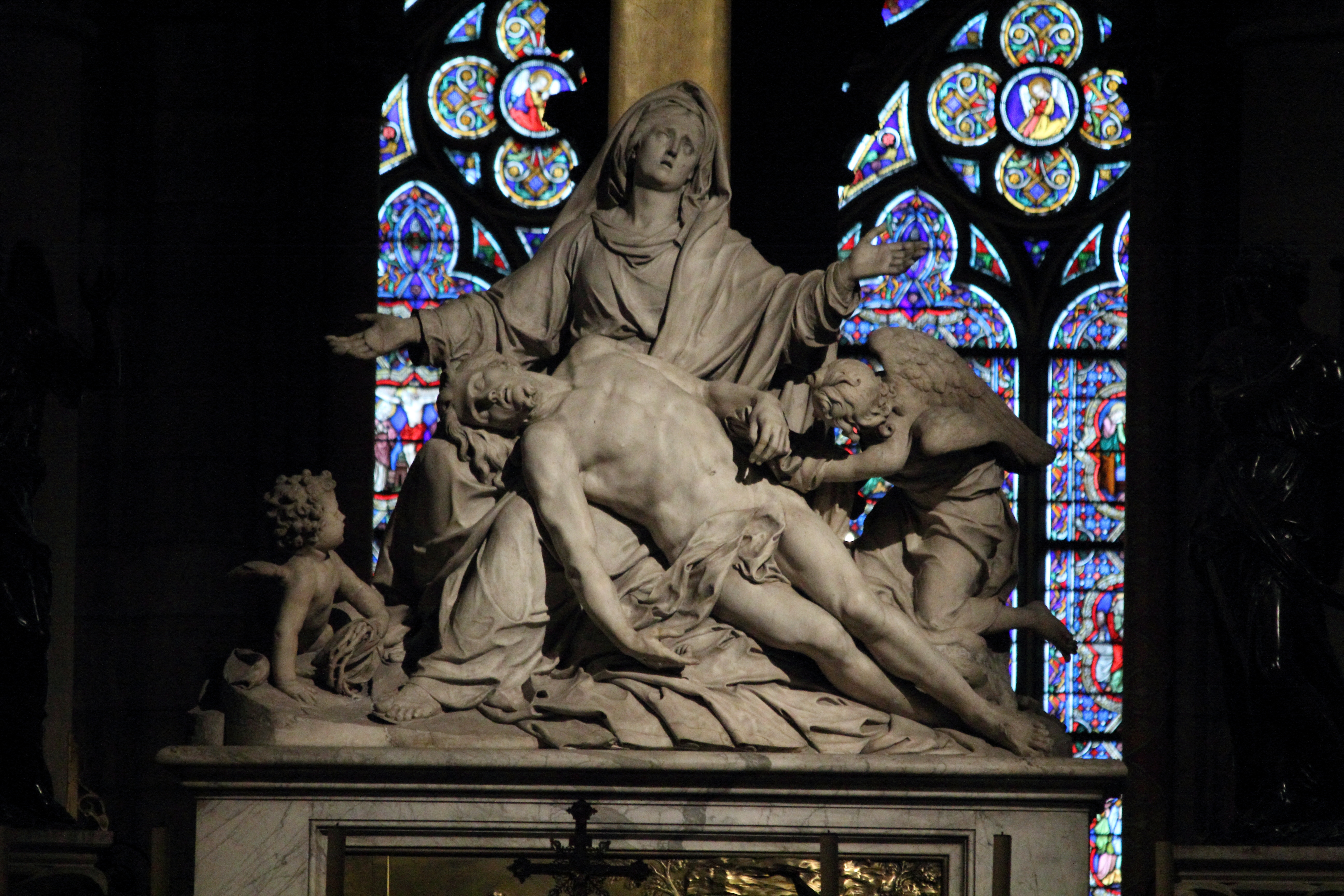
キリスト降架 ノートルダム大聖堂
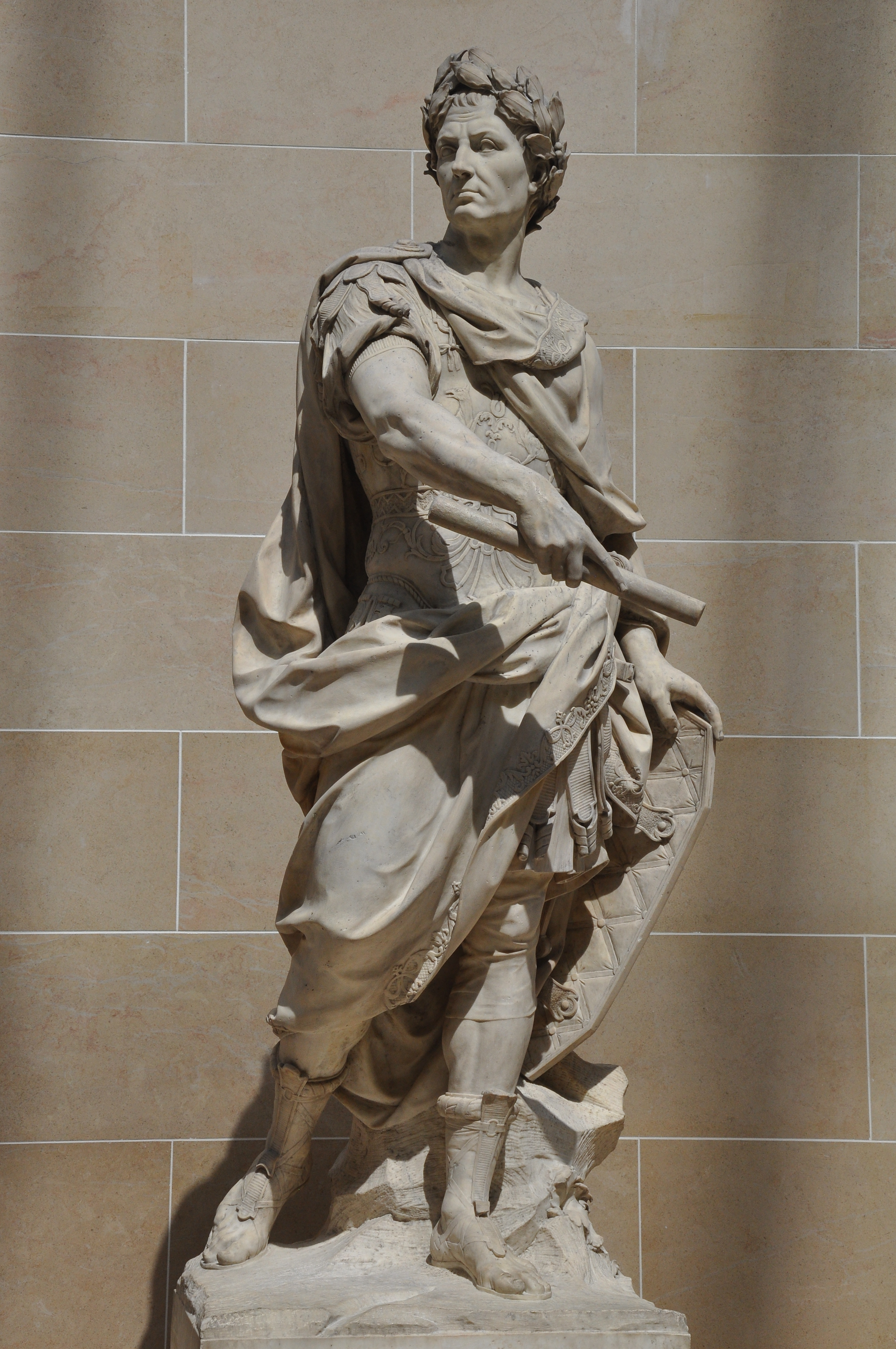
ガイウス・ユリウス・カエサル ルーブル美術館
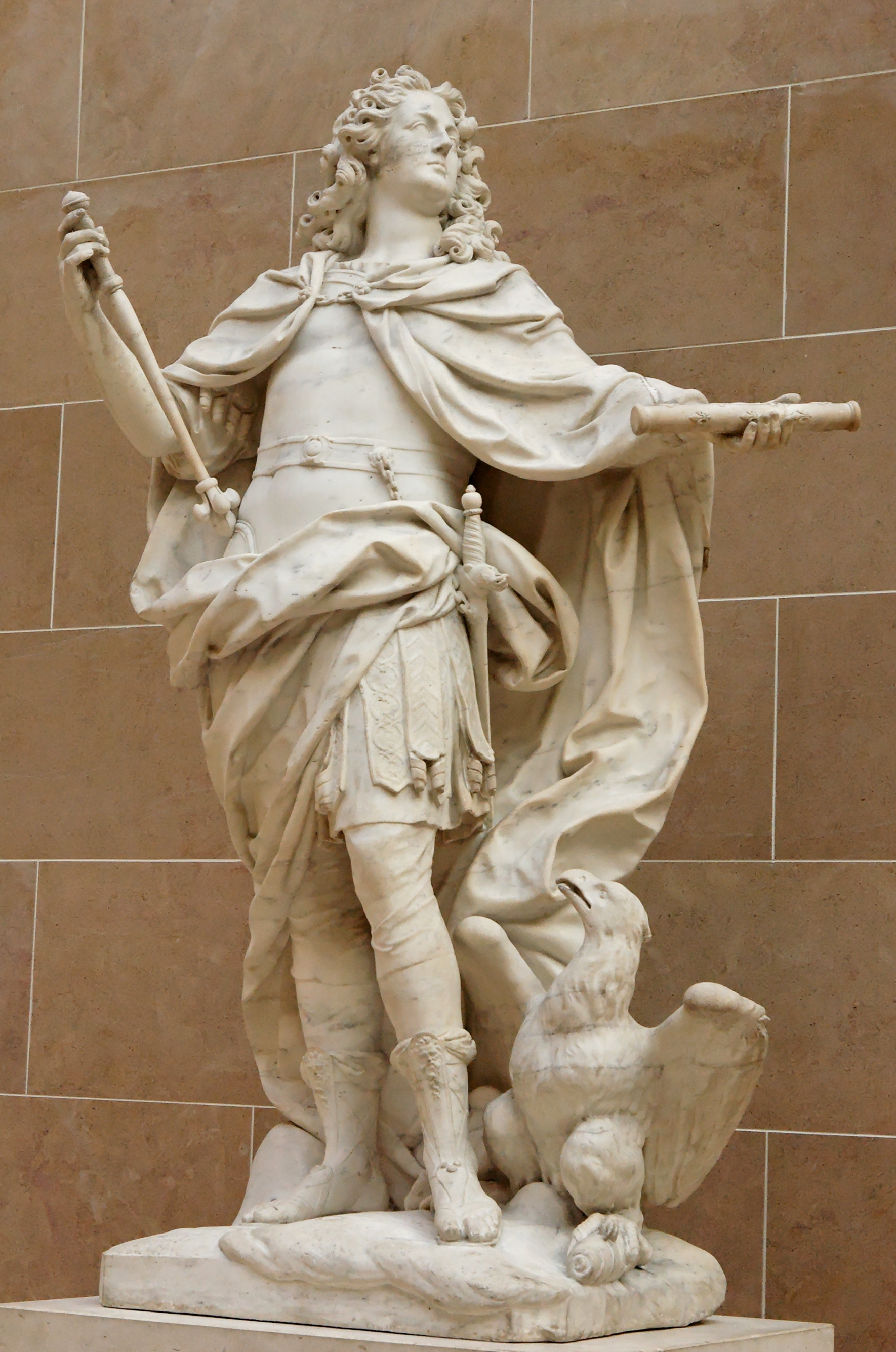
ルイ15世 ルーブル美術館